# Anton Bürger
Anton Bürger (10. März 1876 in Köln – nach 1925) war ein deutscher Opernsänger (Tenor).

## Leben
Ab 1900 bis 1902 wirkte er an den Vereinigten Stadttheater Elberfeld-Barmen. Von 1902 bis 1904 sang er an der Hofoper München. Es folgten Gastspiele, u. a. am Hoftheater Wiesbaden (1903), am Opernhaus von Frankfurt am Main (1903), am Deutschen Theater Prag (1903), am Opernhaus von Breslau (1905), an der Hofoper Berlin (1906 als „Siegfried“), am Covent Garden Theater in London (1906) und am Opernhaus von Leipzig (1914), ehe er von 1906 bis 1907 am Stadttheater von Mulhouse/Elsass tätig war. 
Es folgten bis 1917 erneut Gastspielreisen, bis er erneut von 1917 bis 1921 am Stadttheater von Barmen sang. Danach ging er wiederum auf Gastspielreisen. Nach Beendigung seiner Karriere lebte er in Berlin. 
Er war vor allem als Wagnerinterpret erfolgreich. 
Ab etwa 1925 verliert sich seine Spur. Todesort und Zeitpunkt sind unbekannt.